# 둥후구

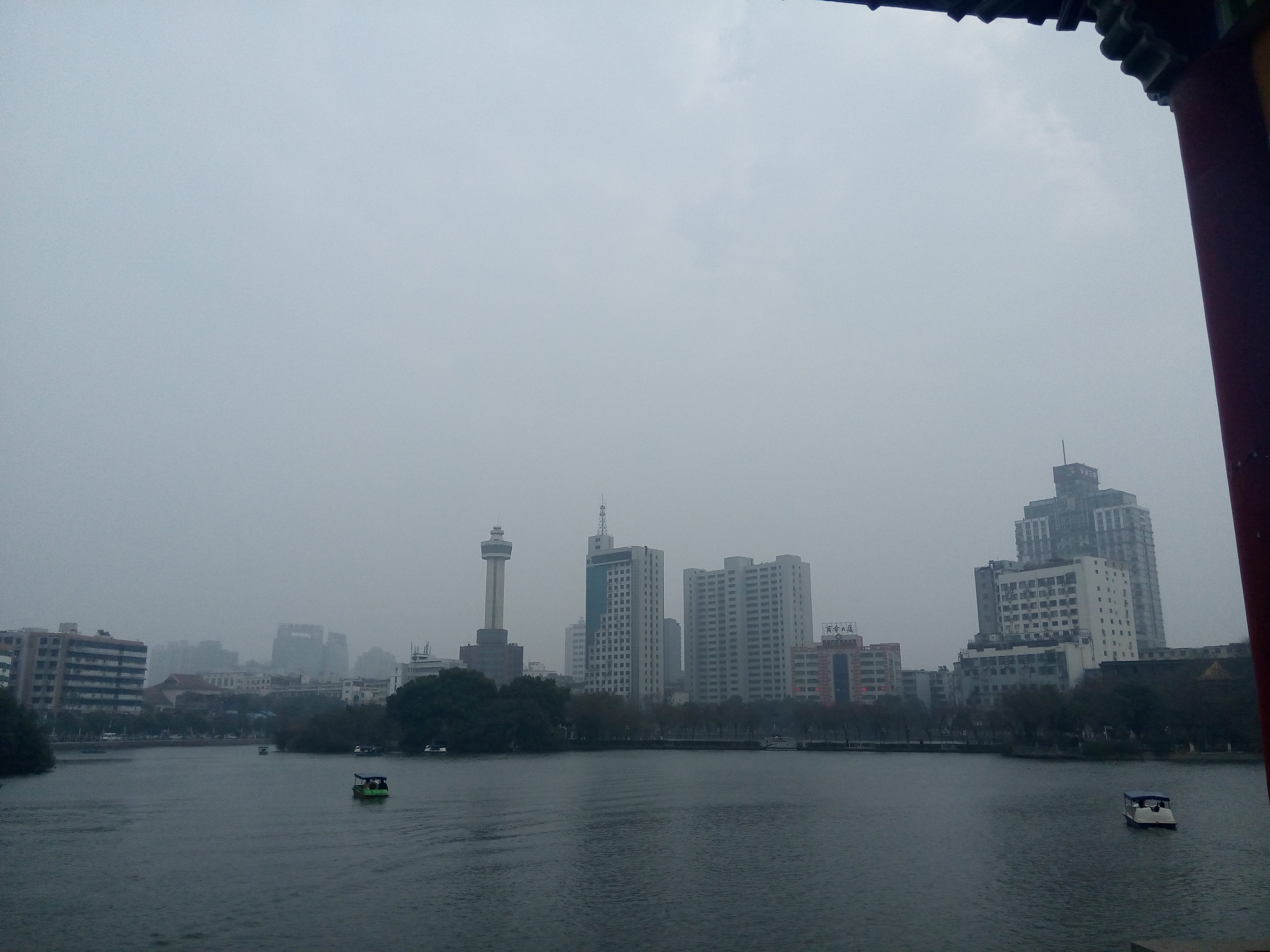

둥후구(한국어: 동호구, 중국어: 东湖区, 병음: Dōnghú Qū)는 중화인민공화국 장시성 난창 시의 현급 행정구역이다. 구는 당나라 때 타이 호를 건너는 다리가 세워지면서 설치되었으며 둥후 구와 시후 구로 나뉘었다. 넓이는 30km2이고, 인구는 2007년 기준으로 570,000명이다.

## 인구
|  | 기술적 문제로 인해 그래프를 일시적으로 사용할 수 없습니다. 파브리케이터와 미디어위키 위키에 더 자세한 정보가 있습니다. |

| 연도 | 인구    | ±% p.a. |
| ---- | ------- | ------- |
| 2016 | 527,473 | —       |
| 2017 | 508,461 | −3.60%  |
| 2018 | 503,610 | −0.95%  |

| 연도 | 인구    | ±% p.a. |
| ---- | ------- | ------- |
| 2019 | 481,978 | −4.30%  |
| 2020 | 433,377 | −10.08% |

## 행정 구역
10개 가도를 관할한다.
- 가도: 公园街道, 滕王阁街道, 八一桥街道, 百花洲街道, 墩子塘街道, 大院街道, 豫章街道, 董家窑街道, 彭家桥街道, 沙井街道.

1. ↑  “Donghu District National Economic and Social Development Statistical Report”. Donghu District People's Government of Nanchang Municipality. 2022년 1월 22일에 확인함.